# Isle-Crémieu
Pour les articles homonymes, voir Isle et Crémieu.
L’Isle-Crémieu, parfois orthographiée Île-Crémieu est une région naturelle de France située dans le nord du département de l’Isère dans la région Auvergne-Rhône-Alpes.
Ce plateau en forme de triangle est limité par le Rhône, qui le contourne au nord-est puis au nord-ouest, et au sud par les collines de Morestel et la plaine de la Bourbre et du Catelan. Il est géologiquement rattaché au massif du Jura, partageant d'importantes caractéristiques sur ce plan avec le massif du Bugey auquel il fait face au nord-est.
La région a donné son nom à l'ancienne communauté de communes de l'Isle-Crémieu, même si le périmètre de celle-ci est plus restreint que celui de l'Isle Crémieu. Situé à une trentaine de kilomètres à l'est de Lyon, le territoire s'inscrit historiquement dans le Bas-Dauphiné (également dénommé Nord-Isère de façon plus contemporaine) et qui comprend également, les régions naturelles des Balmes dauphinoises et des Terres froides.
Ses principales localités sont Crémieu, Montalieu-Vercieu et Morestel.

## Toponymie
Le terme d’Isle-Crémieu, mais aussi celui d’Isle-d’Abeau, ou celui oublié d’Isle-Cheruy sont la traduction de l’omniprésence de cette eau protectrice mais aussi facteur de pauvreté et de maladie jusqu’à l’asséchement des marais.
Le suffixe -ieu : de -acum, derivant de -aco en gaulois, désigne un lieu. Il est la preuve d’une occupation importante, antérieure à la période gallo-romaine. La toponymie locale atteste aussi du passage des mercenaires allemands (Blied, Berlioz, etc.) longtemps au service des Évêques.

## Géographie

Cette région naturelle s'inscrit dans sa totalité dans la communauté de communes Les Balcons du Dauphiné (carte) dont elle constitue le principal territoire, au nord.

### Situation et description
La région naturelle de l'Isle-Crémieu est rattachée au Jura, dont elle a été séparée par un accident qui a été occupé par le Rhône. Celui-ci aurait pu la contourner par l’est, Morestel puis L’Isle-d’Abeau, ce qui a été une thèse aujourd’hui abandonnée : l’altitude de cette partie est à peine supérieure d’une dizaine de mètres (222 m à Sablonnières, où le Catelan draine le marais de l’Epau par l’ouest, tandis que la Save le draine par l’est  le Rhône est alors à 205 m et à 207 m au niveau d’Évieu). Comparé à l’étroitesse du défilé de Malarage (une quarantaine de mètres), cela peut étonner.
Cette ceinture d’eau : Rhône, Save, marais des Vernes (verne = aulne en patois), Bourbre, délimite la partie du plateau et des collines. La partie Morestel, Saint-Chef, etc., appelée parfois Terres froides septentrionales est parfois incluse dans l’Isle-Crémieu pour former un triangle plus étendu, bien délimité par le Rhône. Constituées de collines molassiques, leur partie ouest a une géologie qui se rapproche de celle du Bugey au point de donner des vins s’apparentant fortement à ceux du Jura (Sermérieu).
Administrativement, la région naturelle de de Isle-Crémieu est entièrement située dans la communauté de communes Les Balcons du Dauphiné dont elle constitue la majeure partie, au nord de cette entité territoriale. Au niveau des circonscriptions départementales, la région est partagée entre le canton de Morestel, pour sa partie orientale et le canton de Charvieu-Chavagneux, pour sa partie occidentale.

### Géologie

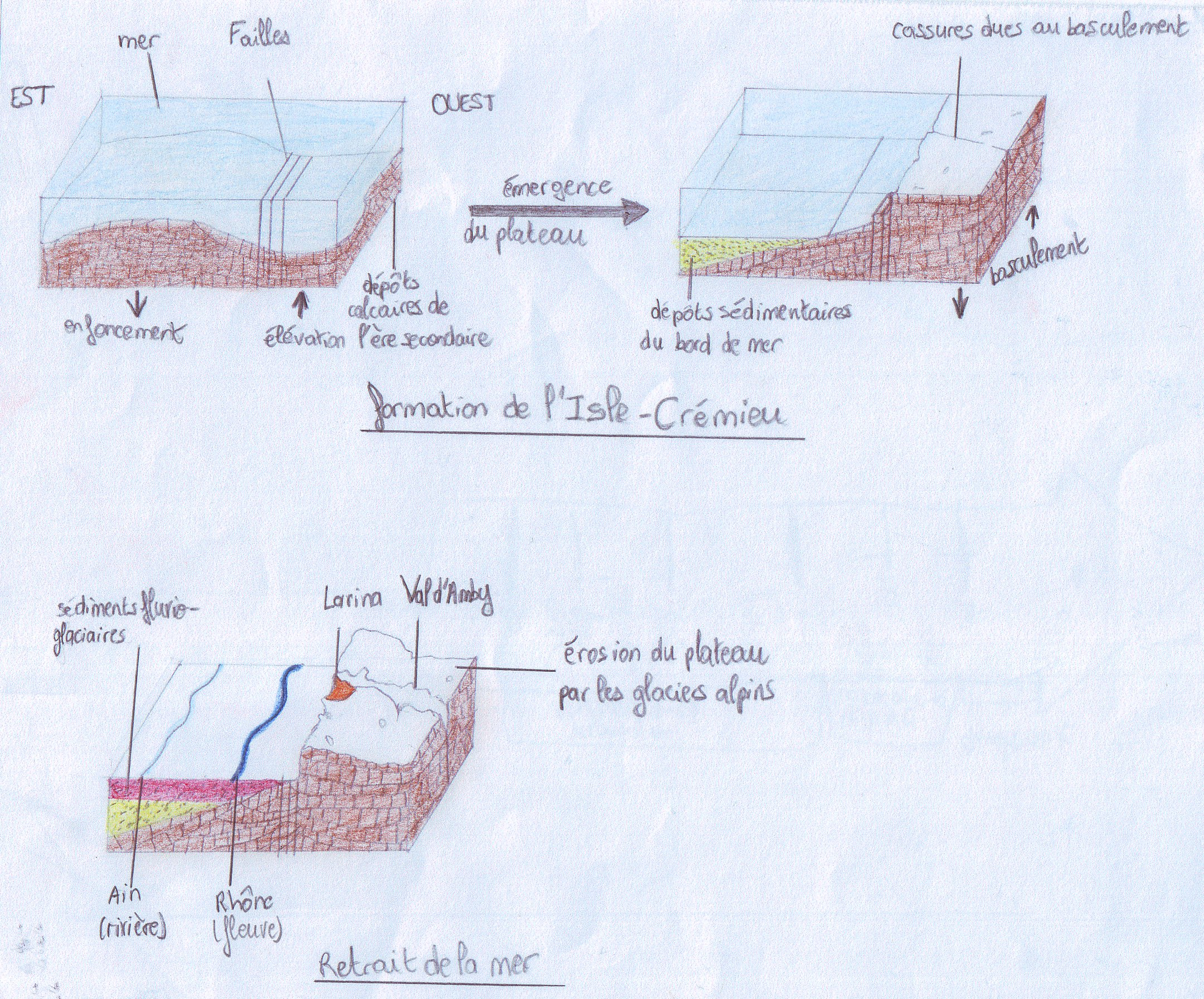
Schéma de la formation de l'Isle-Crémieu, il y a environ 60 millions d'années (redessiné depuis un panneau informatif sur le plateau de Larina à Hières-sur-Amby)

#### Généralités
Le plateau abrite une masse d’eau importante (calcaire jurassiques et moraines de l’île Crémieu) malgré la couverture rocheuse (les suets en patois désignent les affleurements abondants), en raison de l'existence d'un système de failles (les cresses en patois) et aux cavités propres à ce relief karstique.
Parsemé de blocs erratiques provenant des Alpes (jusqu’à la frontière italienne), ce relief n’est pas sans rappeler les platières de la forêt de Fontainebleau. L’un est calcaire, basique, l’autre est acide et siliceux. Mais son histoire et le pastoralisme l’ont fait évoluer différemment vers des pâturages pauvres dotés d’une flore exceptionnelle (orchidées), mise en danger par l’abandon de ce système et le délaissement des « communaux ».

#### Risques sismiques
L'ensemble du territoire de L'Isle-Crémieu est situé en zone de sismicité n°3 (sur une échelle de 1 à 5), comme la plupart des communes du Bas-Dauphiné.
| Type de zone | Niveau            | Définitions (bâtiment à risque normal) |
| ------------ | ----------------- | -------------------------------------- |
| Zone 3       | Sismicité modérée | accélération = 1,1 m/s2                |

### Voies de communication
Toute cette région était desservie par un train des chemins de fer de l’est Lyonnais.
Sur le plan routier, la région est traversée par l'ancienne route nationale 75 (RN75) qui reliait à l'origine Tournus à Sisteron, par Bourg-en-Bresse et Grenoble. Reclassée en route départementale elle est dénommée RD522 jusqu'à Morestel.

## Histoire

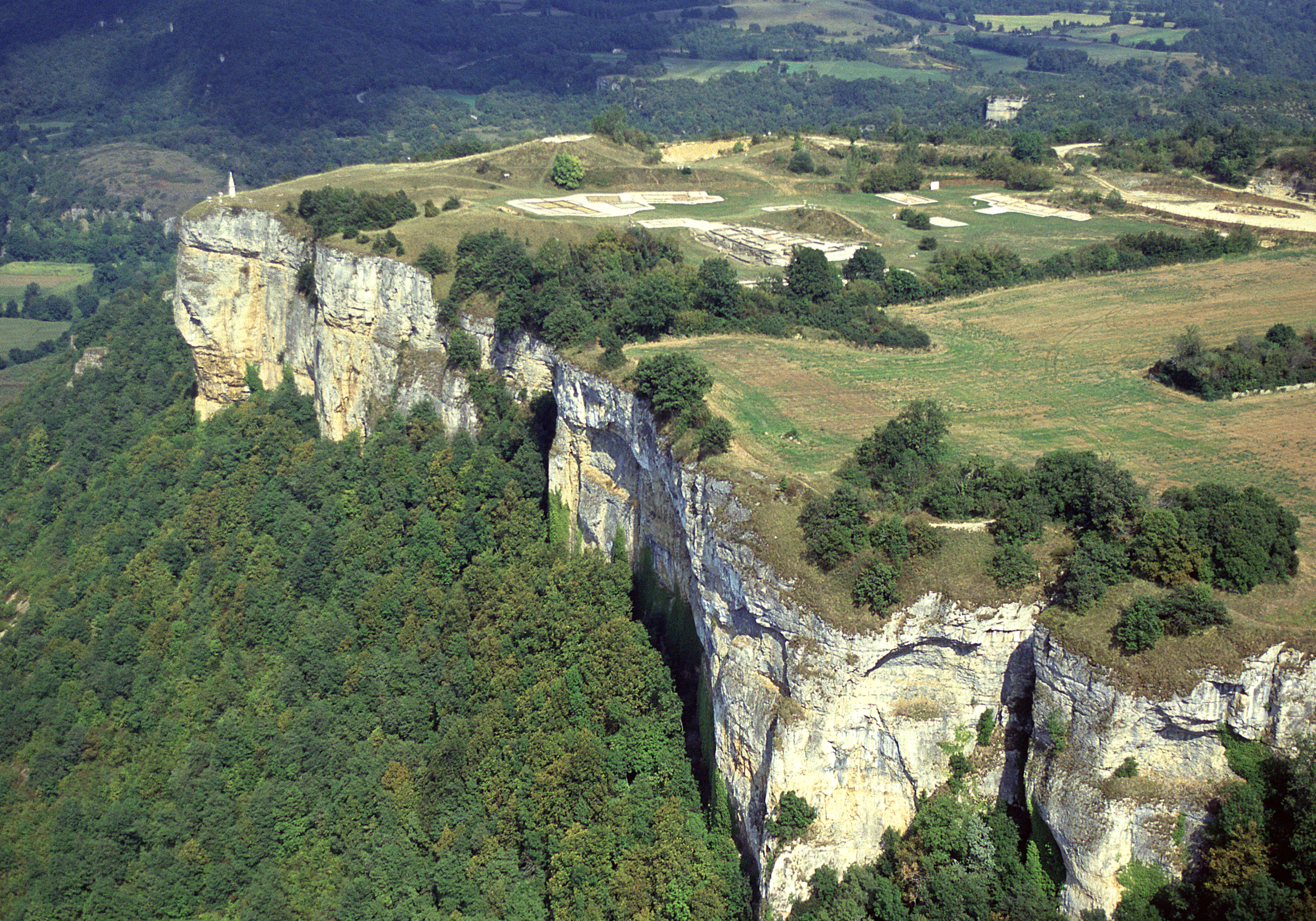
Vue aérienne du site de Larina

L’histoire de l’Isle-Crémieu débute très tôt comme en témoignent les nombreux sites et objets préhistoriques trouvés sur son territoire. Depuis les traces de l’homme de Néandertal jusqu’aux Gaulois allobroges. Les sites majeurs sont la grotte de la Balme à La Balme-les-Grottes (avec Paléolithique moyen, néolithique, âge du Bronze), oppidum de Larina à Hières-sur-Amby et Annoisins (néolithique moyen, âge du Bronze, gaulois), Porcieu-Amblagnieu (dépôt de l’âge du Bronze moyen). Le Néolithique se retrouve par de nombreuses  pierres à cupules et par des haches polies ; l’âge du bronze, a lui des objets à Optevoz, Crémieu, Soleymieu, Trept, etc. ; les Gaulois ont laissé des tombes à Mépieu et des monnaies à Sainte-Blandine, Saint-Clair-de-la-Tour et Mépieu.
L’occupation romaine est attestée par les ruines romaines très nombreuses, mais aussi par les terminaisons en -ieu. De nombreuses voies romaines la contournaient ou la traversaient.
Les maisons fortes sont assez nombreuses dans la région et ceignent le plateau en une ligne de défense qui fait aujourd’hui le charme de cette jolie région. Un grand nombre de ces bâtiments sont de simples fermes fortifiées.
Certaines sont rattachées à l’histoire des Templiers (Montiracle, mais aussi Montplaisant comme en témoigne le symbole secret à gauche de la cheminée de la cuisine) qui avaient ici des dépendances nombreuses restées dans la toponymie (Veyssilieu : le petit Meyzieu). Ces dépendances hors de France étaient sous l’autorité de l'évéché de Lyon lors de la chute de l’ordre.
L’industrie de la soie y avait des magnaneries dont les bâtiments particuliers subsistent parfois, comme la ferme du Chapiron (la couronne) à Parmilieu qui fait aujourd’hui l’objet d’un élevage de porcs noirs gascons en plein air, dominant la région avec en bas le château du Vernay (Charette) propriété de l’inventeur de la soie artificielle.
Tout ceci fait que la région a été longtemps un lieu de villégiature et a été appréciée des peintres à la Belle Époque.

## Faune et flore
l'Isle Crémieu est en partie classé comme zone natura 2000 avec  très grande richesse écologique, composé de "33 habitats d'intérêt communautaire, dont 8 prioritaires, et 34 espèces de l'annexe II de la directive Habitats, dont 13 espèces d'invertébrés et 12 espèces de mammifères." D'apres l'INPN.

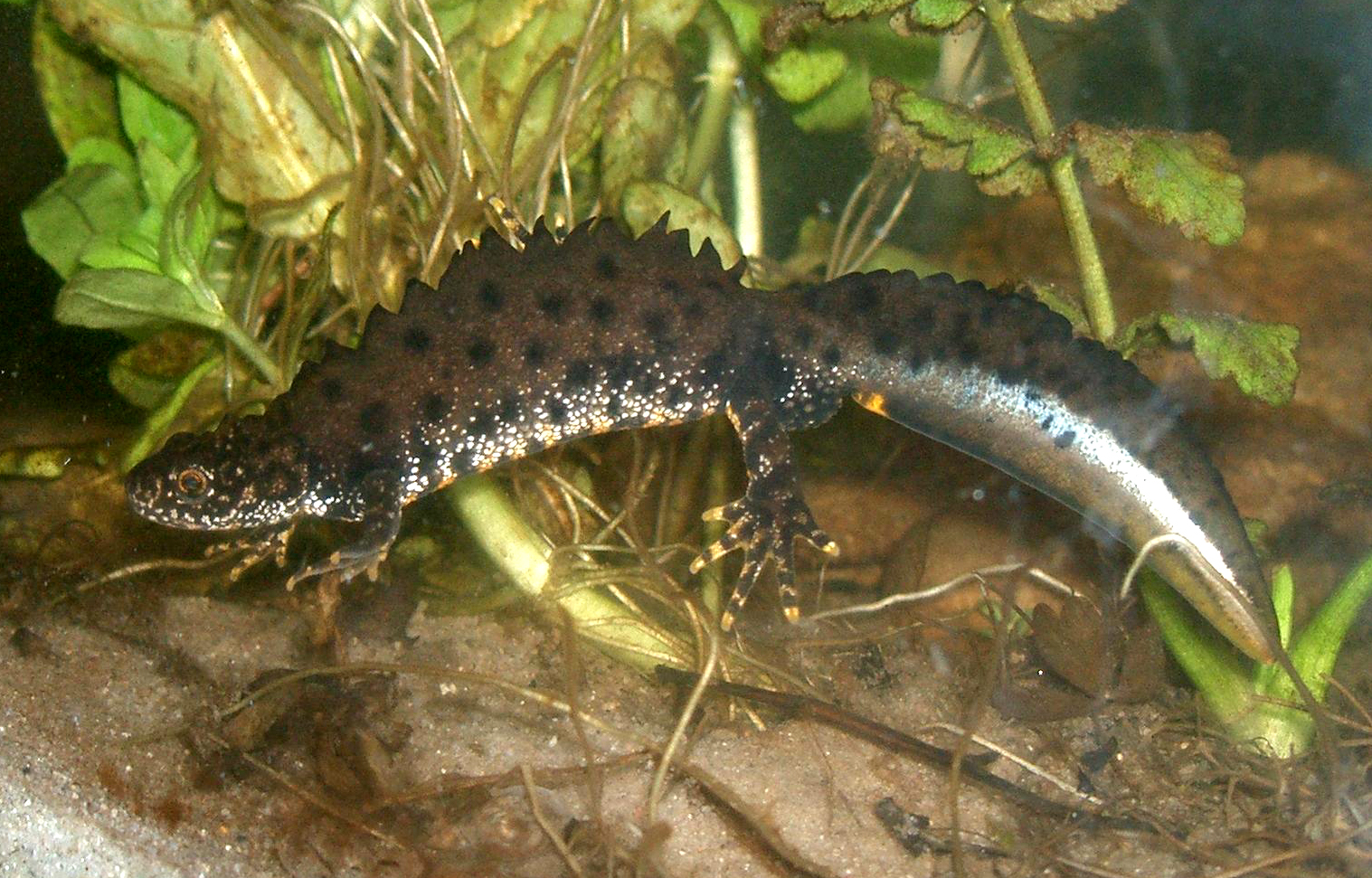
Mâle triton crêté durant une parade.

L'Isle Crémieu abrite une faune diversifiée, incluant des amphibiens tels que le triton crêté, ainsi que la plus grande population régionale de tortue Cistude en Rhône-Alpes.
Parmi les espèces de chauves-souris, on dénombre 25 variétés, dont le Vespertilion à oreilles échancrées, le Grand et le Petit Murin, ainsi que la Barbastelle pouvant vivre dans des cavités anthropiques ou naturelles.
Les cours d'eau préservés de la région accueillent des espèces aquatiques telles que la Lamproie de Planer, le Chabot, la Loche d’étang, et le Blageon, des poissons indicateurs de la bonne qualité des eaux, ainsi que des castors d'Europes et des Écrevisses à pieds blancs.
Les prairies de l'Isle Crémieu, allant des plus humides aux plus sèches, offrent un habitat riche en papillons, tels que l'Azuré des paluds, l'Azuré de la Sanguisorbe, le Cuivré des marais, le Damier de la Succise, la Laineuse du Prunellier, ou encore l'Écaille chinée. On y trouve egalement la libellule  Leucorrhine à gros thorax.
Grâce à une orientation générale vers le sud-est, assurant un fort ensoleillement, les prairies et pelouses sèches, fauchées ou pâturées, abritent de nombreuses stations d'orchidées remarquables.

## Économie

### Activités touristiques
Les principaux sites touristiques de la région se situent en limite du territoire de L'Isle-Crémieu, tels que Walibi Rhône-Alpes et la base de loisirs de la Vallée bleue. La région, très verdoyante et parsemée d'étendues attirent de nombreux citadins lyonnais en raison de sa proximité avec l'agglomération de Lyon.

## Culture et patrimoine

### Patrimoine architectural

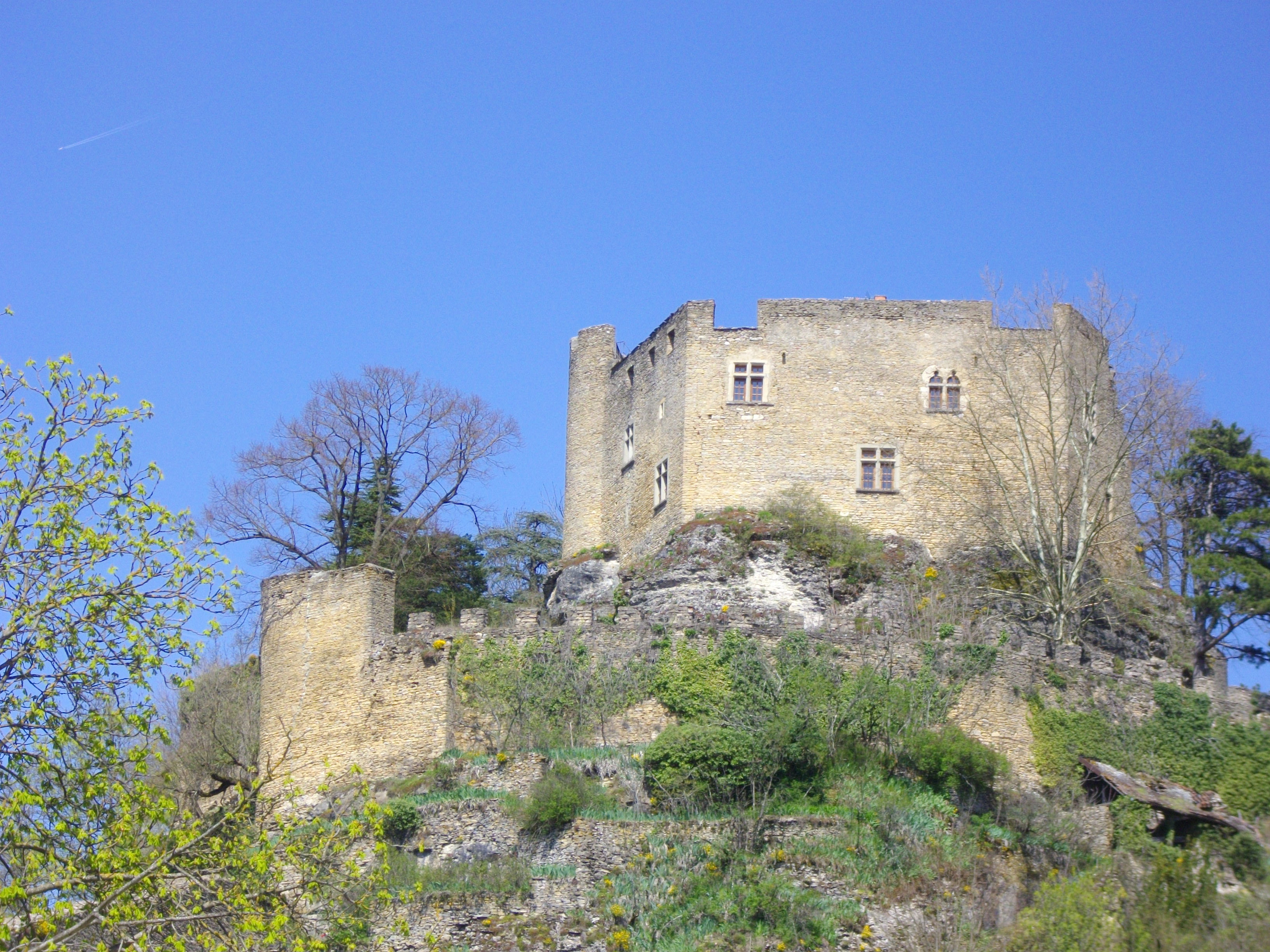
Château Delphinal de Crémieu

La ville de Crémieu, principale ville de ce territoire, abrite de nombreux monuments dont vingt-et-un bénéficient protections au titre des monuments historiques dont les Halles et église Saint-Jean-Baptiste.
Le château féodal de Dizimieu, datant du XIIIe siècle, est inscrit partiellement aux Monuments historiques
L'ancienne commanderie des Templiers de Montiracle, située à Villemoirieu, remaniée aux XIVe et XVe siècles et restaurée au XIXe siècle. est labellisée Patrimoine en Isère.

### Patrimoine naturel
Située au pied du plateau de l’Isle Crémieu, dans sa partie occidentale, les grottes de la Balme se présente sous la forme d'un porche de 35 m de haut et 28 m de large. Elles abritent, en outre, Deux chapelles superposées qui datent respectivement du IXe siècle et du XIVe siècle.

### Patrimoine et tradition orales

#### Langue régionale

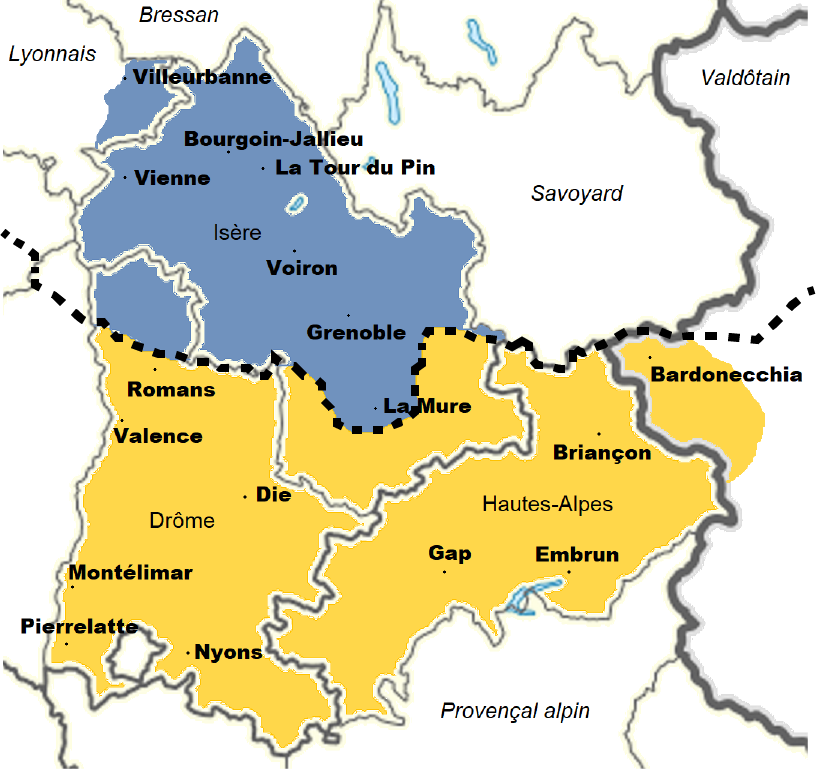
Carte linguistique du Dauphiné : Le dauphinois est un dialecte arpitan parlé dans le nord du Dauphiné

Historiquement, sur le plan linguistique, le territoire de L'Isle-Crémieu, ainsi que l'ensemble du Bas-Dauphiné, se situent au nord de l'agglomération grenobloise et à l'est de l'agglomération lyonnaise et donc dans la partie septentrionale du domaine linguistique des patois dauphinois, laquelle appartient au domaine de la langue dite francoprovençal ou arpitan au même titre que les parlers savoyards, vaudois, Valdôtains, bressans et foréziens.
L'idée du terme, « francoprovençal », attribué à cette langue régionale parlée dans la partie centre-est de la France, différente du français, dit langue d'oil et de l'occitan, dit langue d'oc est l'œuvre du linguiste et patriote italien Graziadio Isaia Ascoli en 1873 qui en a identifié les caractéristiques, notamment dans le Grésivaudan, les pays alpins et la vallée de l'Isère, depuis sa source jusqu'à sa confluence avec le Rhône.

#### Manifestations locales
- La traditionnelle foire aux dindes de Crémieu se déroule généralement dans la Halle, située dans le centre-ville[8].